# IDOL AND READ
『IDOL AND READ』（アイドル・アンド・リード）は、アクセル・コミュニケーションズが編集、シンコーミュージック・エンタテイメントが発行するアイドル雑誌（雑誌コードがないので流通上は書籍扱い）。

## 概要
2014年、"読むロックマガジン"『ROCK AND READ』の別冊として創刊。本誌のサブタイトルも"読むアイドルマガジン"である。
編集長は吉田幸司（『ROCK AND READ』兼任）。吉田は2013年にふとしたきっかけけアイドルのおもしろさを知り、より多くの人ににそのおもしろさ、楽しさ、素晴らしさを伝えたいとの思いで企画したと創刊号発売日のブログに記している。
フォーマットも『ROCK AND READ』のものを踏襲しており、2019年以降本誌主催ライブイベントのレポートを掲載しているものの、基本的にロングインタビューのみで構成。巻頭インタビューは約2万字で、「009」の古川未鈴（でんぱ組.inc）インタビューは36ページ、2万3千字に達した。

## 内容
| 号数 | 発売日         | 表紙                                | 裏表紙                                           | インタビューイ（表紙・裏表紙以外） |
| ---- | -------------- | ----------------------------------- | ------------------------------------------------ | --- |
|      | 2014年3月26日  | プー・ルイ（BiS）                   | 古川未鈴 （でんぱ組.inc）                        | 増井みお（PASSPO☆）、天野なつ（LinQ）、岡本真依（ひめキュンフルーツ缶）、仙石みなみ（アップアップガールズ（仮））、朝倉みずほ（BELLRING少女ハート）、門田茉優（nanoCUNE）、ももぴ（ゆるめるモ!）、桜のどか（仮面女子：アリス十番）                                                                                                 |
| 002  | 2014年11月26日 | 夢眠ねむ （でんぱ組.inc）           | 大森靖子                                         | 根岸愛（PASSPO☆）、ヒラノノゾミ（BILLIE IDLE®）、古川小夏（アップアップガールズ（仮）、宇佐美萌（BELLRING少女ハート）、あの（ゆるめるモ!）、菊原結里亜（ひめキュンフルーツ缶）、Nao☆（Negicco）、コショージメグミ（Maison book girl）                                                                                              |
| 003  | 2015年3月25日  | 廣田あいか （私立恵比寿中学）       | 成瀬瑛美 （でんぱ組.inc）                        | MARI（Dorothy Little Happy）、鈴姫みさこ（バンドじゃないもん!）、ファーストサマーウイカ（BILLIE IDLE®）、ayaka（lyrical school）、カイ（BELLRING少女ハート）、ミズタマリ（プラニメ）、ようなぴ（ゆるめるモ!）、河野穂乃花（ひめキュンフルーツ缶）、八月ちゃん（元おやすみホログラム）                                              |
| 004  | 2015年7月15日  | 宮本佳林 （Juice=Juice）            | 相沢梨紗 （でんぱ組.inc）                        | 田中れいな（LoVendoЯ）、森詩織（PASSPO☆）、恋汐りんご（バンドじゃないもん!）、胡桃沢まひる（妄想キャリブレーション）、森咲樹（アップアップガールズ（仮））、荻野可鈴（夢みるアドレセンス）、寺嶋由芙、柳沢あやの（BELLRING少女ハート）、けちょん（ゆるめるモ!）                                                                    |
| 005  | 2015年11月24日 | 和田彩花 （アンジュルム）           | 藤咲彩音 （でんぱ組.inc）                        | セントチヒロ・チッチ（BiSH）、KANA（Dorothy Little Happy）、谷尾桜子（ひめキュンフルーツ缶）、小鷹狩百花（Cheeky Parade）、岡田ロビン翔子（チャオ ベッラ チンクエッティ）、佐藤綾乃（アップアップガールズ（仮））、甘楽（BELLRING少女ハート）、しらい（じゅじゅ）、カナミル（おやすみホログラム）                                  |
| 006  | 2016年3月18日  | 最上もが （でんぱ組.inc）           | アイナ・ジ・エンド （BiSH）                      | 前島亜美（SUPER☆GiRLS）、大場はるか（drop）、佐保明梨（アップアップガールズ（仮））、望月みゆ（バンドじゃないもん!）、双葉苗（妄想キャリブレーション）、奥村真友里（ひめキュンフルーツ缶）、カミヤサキ（POP）、しふぉん（ゆるめるモ!）、仮眠玲菜（BELLRING少女ハート）、南菜生（PassCode）                                         |
| 007  | 2016年7月6日   | 真山りか （私立恵比寿中学）         | あの （ゆるめるモ!）                             | モモコグミカンパニー（BiSH）、関根梓（アップアップガールズ（仮））、甘夏ゆず（バンドじゃないもん!）、玉井杏奈（PASSPO☆）、藤川千愛（まねきケチャ）、ましろ（ぜんぶ君のせいだ。）、イヌカイマアヤ（POP）、ねう（じゅじゅ）、ちーぼう（レッツポコポコ、ゆるめるモ!）、椎名ぴかりん                                                   |
| 008  | 2016年9月28日  | 木下百花 （NMB48）                  | 傳谷英里香 （ベイビーレイズJAPAN）               | 伊山摩穂（GEM）、滝口ひかり（drop）、リンリン（BiSH）、天照大桃子（バンドじゃないもん!）、廣川奈々聖（わーすた）、新井愛瞳（アップアップガールズ（仮））、高嶋楓（PassCode）、井上唯（Maison book girl）、成海5才（ぜんぶ君のせいだ。）、神谷えりな（仮面女子）                                                                    |
| 009  | 2016年12月21日 | 古川未鈴 （でんぱ組.inc）           | プー・ルイ（BiS）                                | 佐藤麗奈（マジカル・パンチライン）、黒宮れい（The Idol Formerly Known As LADYBABY）、中川美優（まねきケチャ）ハシヤスメ・アツコ（BiSH）、雨宮伊織（妄想キャリブレーション）、根本凪（虹のコンキスタドール）、今田夢菜（PassCode）、如月愛海（ぜんぶ君のせいだ。）、カミヤサキ（GANG PARADE）、コショージメグミ（Maison book girl） |
| 010  | 2017年3月29日  | 咲良菜緒 （チームしゃちほこ）       | 金子理江 （The Idol Formerly Known As LADYBABY） | アユニ・D（BiSH）、京佳（夢みるアドレセンス）、藤咲真有香（まねきケチャ）、一ノ瀬みか（神宿）、石川夏海（アキシブproject）、大上陽奈子（PassCode）、一十三四（ぜんぶ君のせいだ。）、矢川葵（Maison book girl）、ヤママチミキ（GANG PARADE）、苺りなはむ（CY8ER）                                                                   |
| 011  | 2017年6月21日  | 柏木ひなた （私立恵比寿中学）       | 佐々木久美 （けやき坂46）                        | 恋汐りんご（バンドじゃないもん!）、志田友美（夢みるアドレセンス）、三品瑠香（わーすた）、坂井仁香（ときめき♡宣伝部）、鹿目凛（ベボガ!（虹のコンキスタドール黄組））、太田里織菜（愛乙女☆DOLL）、宮谷優恵（アキシブproject）、日向すず（ストロベリー症候群）、カミヤサキ（BiS）                                                     |
| 012  | 2017年9月22日  | 松井珠理奈 （SKE48）                | 荻野由佳 （NGT48）                               | 渋谷凪咲（NMB48）、七星ぐみ（バンドじゃないもん!）、伊藤千由李（チームしゃちほこ）、小林れい（夢みるアドレセンス）、小田桐奈々（放課後プリンセス）、和田輪（Maison book girl）、アヤ・エイトプリンス（GANG PARADE）、咎憐无（ぜんぶ君のせいだ。）、ましろ（CY8ER）、もえのあずき（バクステ外神田一丁目）                           |
| 013  | 2017年12月20日 | 土生瑞穂 （欅坂46）                 | 柿崎芽実 （けやき坂46）                          | 望月みゆ（バンドじゃないもん!）、石野理子（アイドルネッサンス）、瀬田さくら（ばってん少女隊）、マホ（純情のアフィリア）、ペリ・ウブ（BiS）、けちょん（ゆるめるモ!）、病夢やみい（CY8ER）、なでしこ（ヤなことそっとミュート）、瀬斗光黄（風男塾）                                                                                   |
| 014  | 2018年3月28日  | アイナ・ジ・エンド （BiSH）         | ユメノユア （GANG PARADE）                       | 金子理江（LADYBABY）、甘夏ゆず（バンドじゃないもん!）、石塚朱莉（NMB48）、髙松瞳（=LOVE）、ようなぴ（ゆるめるモ!）、ゴ・ジーラ（BiS）、来栖りん（26時のマスカレイド）、小此木流花（アキシブproject）、間宮まに（ヤなことそっとミュート）、百花                                                                                     |
| 015  | 2018年6月27日  | 佐藤詩織 （欅坂46）                 | 秋本帆華 （チームしゃちほこ）                    | 大谷映美里（=LOVE）、大桃子サンライズ（バンドじゃないもん!）、清井咲希（たこやきレインボー）、しふぉん（ゆるめるモ!）、パン・ルナリーフィ（BiS）、キャン・GP・マイカ（GANG PARADE）、MiDORiKO EMPiRE（EMPiRE）、ちゅん（じゅじゅ）、仮屋世来音（風男塾）                                                                           |
| 016  | 2018年9月27日  | 石森虹花 （欅坂46）                 | 鹿目凛 （でんぱ組.inc）                          | 中井りか（NGT48）、齊藤なぎさ（=LOVE）、石川夏海（Love Cocchi）、大黒柚姫（チームしゃちほこ）、南菜生（PassCode）、池田菜々（LADYBABY）、藤城アンナ（CY8ER）、村田実果子（BLACKNAZARENE）、鈴姫みさこ（バンドじゃないもん!） |
| 017  | 2018年12月25日 | 大森靖子（ZOC）                     | 根本凪 （でんぱ組.inc）                          | 太田夢莉（NMB48）、野口衣織（=LOVE）、坂本遥奈（TEAM SHACHI）、上田理子（ばってん少女隊）、奥津マリリ（フィロソフィーのダンス）、ねう（じゅじゅ）、小犬丸ぽち（CY8ER）、白幡いちほ（劇場版ゴキゲン帝国）、戦慄かなの（ZOC） |
| 018  | 2019年3月13日  | 中山莉子 （私立恵比寿中学）         | 井口眞緒 （日向坂46）                            | 咲良菜緒（TEAM SHACHI）、諸橋沙夏（=LOVE）、春名真依（たこやきレインボー）、春乃きいな（ばってん少女隊）、ゆらね（じゅじゅ）、戸田ころね（BLACKNAZARENE）、眉村ちあき、香椎かてぃ（ZOC） |
| 019  | 2019年6月21日  | 高城れに （ももいろクローバーZ）    | 月ノウサギ （GANG PARADE）                       | 岡部麟（AKB48 Team8/Team A）、阿部菜々実（ラストアイドル / LaLuce）、山本杏奈（=LOVE）、水春（桜エビ〜ず）、苺りなはむ（CY8ER）、みおり（じゅじゅ）、南一花（ヤなことそっとミュート）、藍染カレン（ZOC）、プー・ルイ（BILLIE IDLE®）                                                                                               |
| 020  | 2019年9月24日  | 松田好花 （日向坂46）               | kinoshita                                        | 村山彩希（AKB48 Team4）、長月翠（ラストアイドル（LaLuce/シュークリームロケッツ））、佐竹のん乃（=LOVE）、鶴見萌（虹のコンキスタドール）、堀くるみ（たこやきレインボー）、兎凪さやか（ZOC）、蒼井叶（悲撃のヒロイン症候群）、南向いずみ（BLACKNAZARENE）、ミキティー本物（二丁目の魁カミングアウト）                                |
| 021  | 2019年12月13日 | 一岡伶奈&高瀬くるみ （BEYOOOOONDS） | ナルハワールド （GANG PARADE）                   | 下尾みう（AKB48 Team8/Team A）、大森莉緒（ラストアイドル/Love Cocchi）、瀧脇笙古（=LOVE）、坂元葉月（わーすた）、川瀬あやめ（ukka）、西井万理那（ZOC）、夜宵やむ（悲撃のヒロイン症候群）、金子理江（LADYBABY）×村田実果子（BLACKNAZARENE）×キャンディスン（BYOB）                                                                  |
| 022  | 2020年3月18日  | 高瀬愛奈 （日向坂46）               | 古川未鈴 （でんぱ組.inc）                        | 峯岸みなみ（AKB48）、大場花菜（=LOVE）、吉井美優（26時のマスカレイド）、プー・ルイ、十束おとは（フィロソフィーのダンス）、小犬丸ぽち（CY8ER）、茜空（ukka）、冬野あゐく&清乃希子（BLACKNAZARENE）、ゆるめるモ! |
| 023  | 2020年7月31日  | 潮紗理菜 （日向坂46）               | 齋藤冬優花 （欅坂46）                            | 巫まろ（ZOC）、山﨑夢羽（BEYOOOOONDS）、松本ももな（ラストアイドル）、森みはる（26時のマスカレイド）、塩見きら（神宿）、桜井美里（ukka）、高萩千夏（アップアップガールズ（2））、佐藤まりあ（フィロソフィーのダンス）、ブラジル（MIGMA SHELTER）、カミヤサキ                                                                       |
| 024  | 2020年10月7日  | 高本彩花 （日向坂46）               | 和田彩花                                         | 千葉恵里（AKB48）、浅倉樹々（つばきファクトリー）、小澤愛実（ラストアイドル）、苺りなはむ（CY8ER）、小山ひな（神宿）、江嶋綾恵梨（26時のマスカレイド）、村星りじゅ（ukka）、日向ハル（フィロソフィーのダンス）、MIRI（我儘ラキア）、ミキティー本物&ぺいにゃむにゃむ（二丁目の魁カミングアウト）                                    |
| 025  | 2020年12月9日  | 原田葵 （櫻坂46）                   | ZOC                                              | 武藤十夢＆武藤小麟（AKB48）、CY8ER、小玉梨々華（わーすた）、羽鳥めい（神宿）、希山愛（ばってん少女隊）、芹澤もあ（ukka）、早桜ニコ（クマリデパート）、吉川茉優（アップアップガールズ（2））、木下百花 |
| 026  | 2021年2月22日  | 富田鈴花 （日向坂46）               | でんぱ組.inc                                     | 倉野尾成美（AKB48 Team 8/Team K）、前田こころ（BEYOOOOONDS）、雅雀り子（ZOC）、間島和奏（ラストアイドル/Someday Somewhere）、伊達花彩（いぎなり東北産）、羽島みき（神宿）、星熊南巫（我儘ラキア）、優雨ナコ（クマリデパート）、PIGGS、live report：CY8ER                                                                           |
| 027  | 2021年6月30日  | 宮田愛萌 （日向坂46）               | 増本綺良 （櫻坂46）                              | 峯岸みなみ、私立恵比寿中学、Maison book girl、梅山恋和（NMB48）、竹内朱莉（アンジュルム）、小野田紗栞（つばきファクトリー）、安田愛里（ラストアイドル）、パンルナリーフィ、一ノ瀬みか（神宿）、滝沢ひなの（NEO JAPONISM）、でんぱ組.inc（愛川こずえ/天沢璃人/小鳩りあ/空野青空/高咲陽菜）                                          |
| 028  | 2021年8月25日  | 星名美怜 （私立恵比寿中学）         | 山口陽世 （日向坂46）                            | W-KEYAKI FES. 2021、中井りか（NGT48）、横山結衣（AKB48）、鎮目のどか（ZOC）、愛来（アメフラっシ）、桜ひなの（いぎなり東北産）、鈴木遥夏（ラストアイドル）、MEW（ミームトーキョー）、楓フウカ（クマリデパート）、TEAM SHACHI（秋本帆華/大黒柚姫）                                                                                   |
| 029  | 2021年12月23日 | 濱岸ひより （日向坂46）             | 大沼晶保 （櫻坂46）                              | 乃木坂46、BiS×ZOC、稲場愛香（Juice=Juice）、茂木忍（AKB48）、西村歩乃果（ラストアイドル/Love Cocchi）、鈴木萌花（アメフラっシ）、橘花怜（いぎなり東北産）、岸みゆ（#ババババンビ）、BAN-BAN（PIGGS）、HO6LA、MAPA |
| 030  | 2022年3月7日   | 安本彩花 （私立恵比寿中学）         | 髙橋未来虹 （日向坂46）                          | 日向坂46、櫻坂46、平井美葉（BEYOOOOONDS）、小田えりな（AKB48）、岡田彩夢（虹のコンキスタドール）、吉良乃ジョナ（ZOC）、小島はな（アメフラっシ）、律月ひかる（いぎなり東北産）、SHELLME（PIGGS）、内山結愛（RAY）、サクライケンタ（ekoms）                                                                                          |

## IDOL AND READチャンネル
ニコニコ生放送にて2017年12月20日開設。
| #            | 配信日         | 出演者 |
| ------------ | -------------- | --- |
| 開設記念特番 | 2017年12月20日 | MC：平賀哲雄、ゲスト：ペリ・ウブ（BiS）、パン・ルナリーフィ（BiS）、病夢やみい（CY8ER）、なでしこ（ヤなことそっとミュート）、望月みゆ（バンドじゃないもん!）                                         |
| Vol.2        | 2018年1月24日  | MC：星野卓也、コメンテーター：宗像明将、ゲスト：けちょん（ゆるめるモ!）、ましろ（CY8ER）、ふゆのどうぶつえん、運営座談会：田家大知（ゆるめるモ!）、ダイスケ（CY8ER）、美月リカ（ふゆのどうぶつえん） |
| Vol.3        | 2018年2月22日  | コメンテーター：宗像明将、ゲスト：宮谷優恵（アキシブproject）、苺りなはむ（CY8ER）、シンセカイセン                                                                                                   |
| Vol.4        | 2018年3月23日  | MC：里咲りさ、ゲスト：天晴れ!原宿、・・・・・・・・・ |
| Vol.5        | 2018年4月6日   | MC：宗像明将、ゲスト：間宮まに（ヤなことそっとミュート）、ようなぴ（ゆるめるモ!）、甘夏ゆず（バンドじゃないもん!）                                                                                   |
| Vol.6        | 2018年5月17日  | MC：宗像明将、ゲスト：来栖りん（26時のマスカレイド）、じゅじゅ、amiinA |
| Vol.7        | 2018年6月11日  | MC：Pinokko、ゲスト：アキシブproject（小此木流花、ゆりんご）、TAKENOKO▲、xoxo(Kiss&Hug) EXTREME |
| Vol.8        | 2018年7月31日  | MC：Pinokko、ゲスト：しふぉん（ゆるめるモ!）、仮屋世来音（風男塾）、BLACKNAZARENE |
| Vol.9        | 2018年8月24日  | MC：里咲りさ、ゲスト：大桃子サンライズ（バンドじゃないもん!）、神使轟く、激情の如く。、寿々木ここね、ミ米ミ、水野たまご（SAKA-SAMA）                                                                 |
| Vol.10       | 2018年9月27日  | MC：里咲りさ、ゲスト：棘-おどろ-、969 |
| Vol.11       | 2018年10月12日 | MC：里咲りさ、ゲスト：ちゅん（じゅじゅ）、藤城アンナ（CY8ER）、村田実果子（BLACKNAZARENE） |
| Vol.12       | 2018年11月26日 | MC：里咲りさ、ゲスト：鈴姫みさこ（バンドじゃないもん!MAXX NAKAYOSHI）、NECRONOMIDOL、Broken By The Scream                                                                                            |
| Vol.13       | 2018年12月10日 | MC&ゲスト：里咲りさ、ゲスト：宮谷優恵、計良日向子、福山梨乃（アキシブproject） |
| Vol.14       | 2019年1月25日  | MC：里咲りさ、ゲスト：ねう（じゅじゅ）、平澤芽衣（THERE THERE THERES） |
| Vol.15       | 2019年2月21日  | MC：里咲りさ、ゲスト：Shinto!、LAST IN MY CULT、美月リカ（特別ゲスト） |
| Vol.16       | 2019年3月20日  | MC：里咲りさ、ゲスト：avandoned、ありす、ごいちー（cana÷biss） |
| Vol.17       | 2019年4月16日  | MC：里咲りさ、ゲスト:ゆらね（じゅじゅ）、戸田ころね（BLACKNAZARENE） |
| Vol.18       | 2019年5月31日  | MC：里咲りさ、ゲスト：代代代、始発待ちアンダーグラウンド |
| Vol.19       | 2019年6月26日  | MC：里咲りさ、ゲスト：南一花（ヤなことそっとミュート）、LAST IN MY CULT |
| Vol.20       | 2019年7月9日   | MC：里咲りさ、ゲスト：みおり（じゅじゅ）、ユブネ（MIGMA SHELTER） |
| Vol.21       | 2019年8月2日   | MC：里咲りさ、ゲスト：なでしこ（ヤなことそっとミュート）、宇佐蔵べに（avandoned）、寿々木ここね（SAKA-SAMA）、田中しろめ（棘-おどろ-）、謝々謝（LAST IN MY CULT）                                    |
| Vol.22       | 2019年9月18日  | ゲスト：じゅじゅ、グーグールル、Kaho&Rua（ZOMBIE POWDER） |
| Vol.23       | 2019年10月25日 | MC:宇佐蔵べに（avandoned）、ゲスト：南向いずみ（BLACKNAZARENE）、RAY、きみとぼくの革命 |
| Vol.24       | 2019年11月19日 | ゲスト：池田菜々（LADYBABY）、清乃希子&冬野あゐく（BLACKNAZARENE）、神楽坂れたす（BYOB） |
| Vol.25       | 2019年12月19日 | MC:宇佐蔵べに（avandoned）、ゲスト：めろん畑a go go、爆裂女子 |
| Vol.26       | 2020年1月28日  | MC：里咲りさ、ゲスト：NILKLY（小林潤・蒼山ユーリ）、ふゆのどうぶつえん |
| Vol.27       | 2020年2月19日  | MC：里咲りさ、ゲスト：アップアップガールズ（2）（高萩千夏・鍛治島彩）、クマリデパート |
| Vol.28       | 2020年3月25日  | MC：宇佐蔵べに、ゲスト：ゆるめるモ!、十束おとは（フィロソフィーのダンス） |
| Vol.29       | 2020年4月3日   | ゲスト：倉澤雪乃・ゆら・歩那（Aphrodite）、夢咲あいり・来栖萌々花・木田葉音（狂い咲けセンターロード）、田中しろめ・月奏ミサ（棘-おどろ-）                                                            |
| Vol.30       | 2020年5月30日  | MC：宗像明将、ゲスト：田中紘治（AqbiRec）、田家大知（ゆるめるモ!） |
| Vol.31       | 2020年6月29日  | MC：宗像明将、ゲスト：月日（RAY）、宮衣紗羽・出雲なる（代代代）、へち・さくら（EMOE） |
| Vol.32       | 2020年7月22日  | MC：宗像明将、ゲスト：みんなのこどもちゃん、FLAME・MAI（クロスノエシス）、愛成来来・緋鬼籠六花（プランクスターズ）                                                                                   |
| Vol.33       | 2020年8月17日  | MC：南波一海、ゲスト：ブラジル（MIGMA SHELTER）、星熊南巫・海羽凜（我儘ラキア）、内山結愛・白川さやか（RAY）                                                                                         |
| 最終回       | 2020年9月23日  | MC：南波一海、ゲスト：ねう（じゅじゅ）、凛つかさ（ヤなことそっとミュート）、FRUN FRIN FRIENDS |

## ライブ
創刊当初からゲストを迎えたトークショーを行っていたが、2019年より主催ライブイベントも開催するようになった。「ROCK and IDOL and READ live!!」は『ROCK AND READ』との共催でロックバンドとアイドルの対バンライブとなる。
| イベント名                          | 公演日                                       | 会場       | 出演者                                                                                     |
| ----------------------------------- | -------------------------------------------- | ---------- | ------------------------------------------------------------------------------------------ |
| ROCK and IDOL and READ live!!       | 2019年6月11日                                | 新宿LOFT   | ヘクトウ、ぞんび、じゅじゅ、NECRONOMIDOL、BLACKNAZARENE                                    |
| IDOL AND READ LIVE NEO Vol.1        | 2019年8月7日                                 | 目黒鹿鳴館 | ヤなことそっとミュート（special guest）、avandoned、棘-おどろ-、SAKA-SAMA、LAST IN MY CULT |
| IDOL AND READ LIVE NEO vol.2        | 2019年10月16日                               | 目黒鹿鳴館 | じゅじゅ、白幡いちほ（劇場版ゴキゲン帝国）、我儘ラキア、グーグールル、ZOMBIE POWDER        |
| ROCK and IDOL and READ live!! vol.2 | 2019年12月16日                               | 新宿LOFT   | RAZOR、The THIRTEEN、LADYBABY、BYOB、BLACKNAZARENE                                         |
| IDOL AND READ LIVE NEO vol.3        | 2020年2月6日                                 | 目黒鹿鳴館 | めろん畑a go go、爆裂女子、NILKLY、ふゆのどうぶつえん、RAY                                 |
| IDOL AND READ LIVE NEO vol.4        | 2020年4月16日 ※7月29日に延期予定だったが中止 | 目黒鹿鳴館 | Aphrodite、狂い咲けセンターロード、棘-おどろ-、始発待ちアンダーグラウンド、cana÷biss       |
| ROCK and IDOL and READ live!! vol.3 | 2020年6月23日※延期                           | 新宿LOFT   | DaizyStripper、0.1gの誤算、ゆるめるモ!、劇場版ゴキゲン帝国Ω、みんなのこどもちゃん          |